# Klanění tří králů (da Vinci)

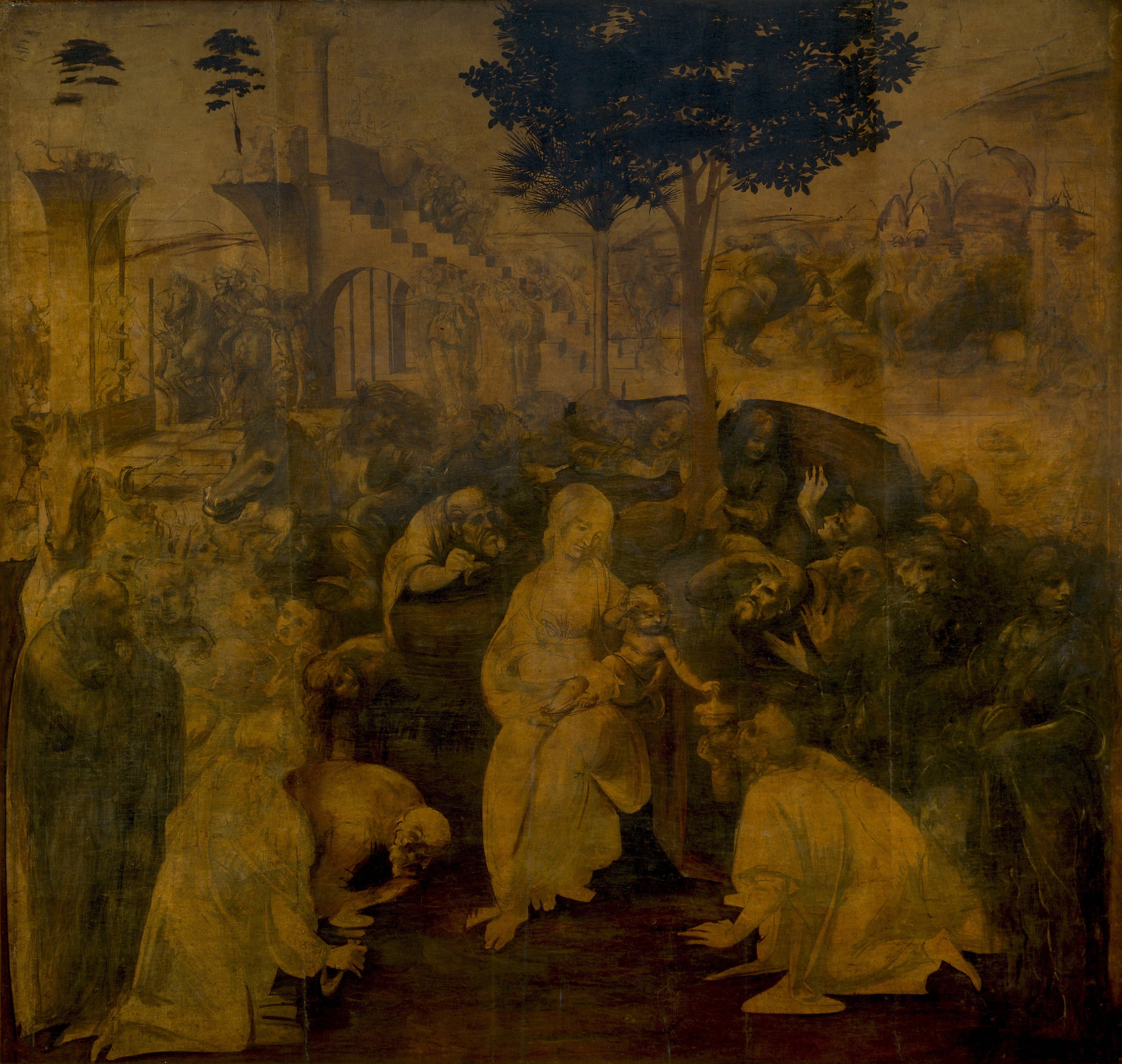
Klanění tří králů

Klanění tří králů, italsky Adoriazione dei Magi je nedokončený obraz renesančního umělce Leonarda da Vinciho. Byl namalován asi na deseti dřevěných deskách, které jsou slepené dohromady. Na tomto obraze začal Leonardo pracovat ve Florencii v roce 1481 a nechal ho nedokončený, ve stádiu počáteční volby barev, když se následujícího roku stěhoval do Milána. Umělec zde zpracovává všeobecně známé novozákonní téma, kdy se novorozenému Ježíši přišli poklonit tři mudrci z východu. Kompozičně je dílo tvořeno skupinou postav a zvířat. V popředí sedí Panna Maria držící na klíně dítě. Před ní se klaní trojice mužů. Mariina póza je jedním z Leonardových objevů, opakuje ji například na obraze Svatá rodina se svatou Annou, který namaloval o čtvrtstoletí později. Pozadí scény tvoří polorozbořená budova se dvěma zachovalými schodišti a stromy rostoucími na ruinách zdí. Zajímavou postavou zachycenou na obraze je mladík v pravém dolním rohu, který pro diváka představuje jakéhosi vypravěče děje a ve kterém, podle mínění některých kunsthistoriků, Leonardo zvěčnil sám sebe.